# Bughea de Jos (okręg Prahova)
Bughea de Jos – wieś w Rumunii, w okręgu Prahova, w gminie Gura Vitioarei. W 2011 roku liczyła 1096 mieszkańców.